# バレーボールトルコ女子代表
バレーボールトルコ女子代表（バレーボールトルコ じょしだいひょう）は、バレーボールの国際大会で編成されるトルコの女子バレーボールナショナルチームである。トルコでの愛称は「ネットのスルタン」（Filenin Sultanları）。

## 歴史
1949年に国際バレーボール連盟へ加盟。21世紀に入ってから急速に力をつけてきたチーム。
2003年、欧州選手権2003では地元開催という地の利を生かし、予選ラウンドでロシアを破ると、準々決勝のオランダ戦にも勝利するなどして準優勝した。ワールドカップ2003は7位に終わった。
2006年世界選手権は10位に終わった。エースであるネスリハン・ダルネルがベストスコアラーに輝く活躍がチーム躍進の鍵でもあった。トルコ女子はダークホースの異名を持つ。
2007年、モントルーバレーマスターズに初出場した。同年9月の欧州選手権では、10位と目立った活躍ができず終わった。
2008年ワールドグランプリでは日本と対戦し、セットカウント3-2で敗れたものの接戦を繰り広げた。
2009年の世界選手権ヨーロッパ大陸予選でポーランドを下して1位で通過、2010年に日本で開催された世界選手権の開幕戦では北京五輪の銅メダルで強豪の中国を破る好スタートを切ると一次ラウンドを3位で通過し、2次ラウンドで日本と対戦したが、1-3で敗れた。最終的には5－8位順位決定戦でドイツに勝利を収め、5位決定戦でイタリアに敗れたが過去最高の6位と躍進した。同大会では、同大会でエースのネスリハン・ダルネルが2大会連続の得点王に輝いた。
2011年ヨーロッパ選手権では準々決勝で世界選手権覇者の強豪のロシアにストレートで勝利し、3位決定戦ではイタリアから勝利を挙げて銅メダルを獲得した。2012年5月に地元で開催された五輪ヨーロッパ大陸予選でロンドンオリンピックの出場権を獲得した。
2012年6月開催のワールドグランプリでは2度目の出場ながら予選ラウンドを7勝2敗の好成績で通過し、決勝ラウンドでも中国、キューバらを下し銅メダルを獲得する。初出場となった2012年のロンドンオリンピックでは予選B組で2勝3敗とした。しかし、勝ち点差で及ばず、ベスト8進出とはならなかった。
2013年、前イタリア代表監督だったマッシモ・バルボリーニが就任すると初年度は目立った成績を残すことができなかったが、2014年バレーボール・ワールドグランプリでは2年ぶりに決勝ラウンドへ進出し、最終的に4位に入った。同大会ではギョズデ、オズソイらの活躍でブラジル、アメリカ、ロシア、日本などの強豪を撃破した。
2021年の東京オリンピックではプールAに入り、2016年リオデジャネイロオリンピックで金メダルを獲得した中国にストレートで勝利、決勝トーナメント準々決勝では韓国と対戦するもフルセットの末に敗れた。
2023年は6月29日から9月24日まで22連勝した。この間、ネーションズリーグ、欧州選手権、ワールドカップ（2024年パリオリンピック予選）を無敗で終えた。

## 過去の成績

### オリンピックの成績
- 2004年 - 欧州予選敗退
- 2008年 - 欧州予選敗退
- 2012年 - 9位
- 2016年 - 欧州予選敗退
- 2020年 - 5位
- 2024年 - 4位

### 世界選手権の成績
- 1998年 - 欧州予選敗退
- 2002年 - 欧州予選敗退
- 2006年 - 10位
- 2010年 - 6位
- 2014年 - 9位
- 2018年 - 10位
- 2022年 - 8位

### ワールドカップの成績
- 2003年 - 7位
- 2007年 - 不出場
- 2011年 - 不出場
- 2023年 - 優勝

### 欧州選手権の成績
| - 1963年 - 10位 - 1967年 - 12位 - 1981年 - 12位 - 1989年 - 11位 - 1995年 - 11位 - 2003年 - 準優勝 | - 2005年 - 6位 - 2007年 - 10位 - 2009年 - 5位 - 2011年 - 3位 - 2013年 - 7位 - 2015年 - 4位 | - 2017年 - 3位 - 2019年 - 準優勝 - 2021年 - 3位 - 2023年 - 優勝 |

## 現在の代表
2018年FIVBバレーボールネーションズリーグに登録されたメンバー。
| 監督 | ジョバンニ・グイデッティ     | ジョバンニ・グイデッティ | ジョバンニ・グイデッティ | ジョバンニ・グイデッティ      | ジョバンニ・グイデッティ | ジョバンニ・グイデッティ |
| No.  | 選手名                       | シャツネーム             | 身長                     | 所属                          | P                        | 備考                     |
| 1    | ハティジェ・オルゲ           | Örge                     | 170                      | ワクフバンク・イスタンブール  | L                        |                          |
| 2    | シムゲ・アコズ               | Aköz                     | 168                      | エジザージュバシュ・ヴィトラ  | WS                       |                          |
| 3    | キュブラ・チャルシュカン     | Çalışkan                 | 197                      | ワクフバンク・イスタンブール  | MB                       |                          |
| 4    | ベイザ・アルジュ             | Arici                    | 192                      | エジザージュバシュ・ヴィトラ  | MB                       |                          |
| 5    | シェイマ・エルジャン         | Ercan                    | 187                      | ベシクタシュ・イスタンブール  | WS                       |                          |
| 7    | ハンデ・バラドゥン           | Baladin                  | 189                      | エジザージュバシュ・ヴィトラ  | WS                       |                          |
| 8    | ブーセ・ウナル               | Ünal                     | 186                      | マニサ                        | S                        |                          |
| 9    | メリハ・イスマイロール       | İsmailoğlu               | 188                      | エジザージュバシュ・ヴィトラ  | WS                       |                          |
| 10   | フルデン・ウラル             | Unal                     | 186                      | ハルクバンク・アンカラ        | WS                       |                          |
| 11   | アスルハン・クルチ           | Kılıç                    | 178                      | ハルクバンク・アンカラ        | S                        |                          |
| 12   | ジャンス・オズバイ           | Özbay                    | 182                      | ワクフバンク・イスタンブール  | S                        |                          |
| 13   | メリエム・ボズ               | Boz                      | 194                      | セラミクサン                  | OP                       |                          |
| 14   | エダ・エルデム               | Erdem                    | 188                      | フェネルバフチェ              | MB                       | キャプテン               |
| 16   | ゼーラ・ギュネシュ           | Güneş                    | 194                      | ワクフバンク・イスタンブール  | MB                       |                          |
| 18   | ガムゼ・アリカヤ             | Alikaya                  | 179                      | ガラタサライ                  | S                        |                          |
| 19   | ジャレン・ケスティレンギョス | Kestirengöz              | 188                      | Kameroğlu Beylikdüzü Vol.İht. | OP                       |                          |
| 20   | アイリン・サルオール         | Sarıoğlu                 | 168                      | ブルサ                        | L                        |                          |
| 55   | ヤームル・ミスリナ・クルチ   | M.Kılıç                  | 189                      | T.H.Y.                        | WS                       |                          |
| 90   | エブラル・カラクルト         | Karakurt                 | 194                      | ワクフバンク・イスタンブール  | WS                       |                          |
| 98   | サリハ・シャヒン             | Sahin                    | 185                      | Karayollari                   | WS                       |                          |
| 99   | ヤセミン・ギュベリ           | Guveli                   | 187                      | Karayollari                   | MB                       |                          |

## 歴代代表選手
| - ナズ・アイデミル - ネディナ・オネル - エダ・エルデム - ネリマン・オズソイ - オズレム・オズチェリック - アイスン・オズベク - デニズ・ハクイェメズ - エスラ・ギュムシュ - ギュルデン・カヤラル・クズバシュオール - ネスリハン・デミル（旧登録名:ネスリハン・ダルネル） - ペリン・チェリック - セダ・トカトルオール - バハル・トクソイ - ギョズデ・ソンスルマ - オズゲ・チェンベルジ | - ナタリア・ハニコール - バハル・メルト - ニライ・オズデミル - アスマン・カラコユン - イエリズ・バシャ - エルギュル・アブジュ - メリエム・ボズ - ポレン・ウスルペフリワン - ファトマ・シェケルチ - ビシュラ・ジャンス - シムゲ・アコズ - メリハ・イスマイロール - アスル・カラチ - オズゲ・ユルトダギュレン - ハンデ・バラドゥン |